# Moranopteris knowltoniorum
Moranopteris knowltoniorum är en stensöteväxtart som först beskrevs av Hodge, och fick sitt nu gällande namn av R.Y.Hirai och J.Prado. Moranopteris knowltoniorum ingår i släktet Moranopteris och familjen Polypodiaceae. Inga underarter finns listade.